# Арсузи, Заки
Заки Наджиб Ибрахим аль-Арсузи (араб.  زكي نجيب إبراهيم الأرسوزي‎, 1900 (1908) — 1968) — сирийский политический, государственный, партийный деятель, писатель, теоретик арабского национализма, один из основателей и главных идеологов партии Баас.

## Биография
Сведения о раннем этапе его жизни противоречивы. В качестве даты и места его рождения чаще всего указывается 1900 или 1901 год, Латакия, однако некоторые источники указывают в качестве даты рождения 1908 год, а в качестве места — провинцию Александретта. Его мать Марьям происходила из видной религиозной семьи, его отец Наджиб имел адвокатскую практику, а также был членом одной из подпольных арабских политических организаций, основанных во время правления младотурок. В 1915 году он был арестован и предан суду за свою политическую деятельность. По словам самого Заки аль-Арсузи, этот момент сыграл ключевую роль в формировании его националистических идей. Наджиб аль-Арсузи в итоге был приговорён к ссылке в город Конья в центральной Анатолии. Однако уже через год семье было позволено вернуться в Антакию. Вскоре после окончания Первой мировой войны Заки аль-Арсузи начал обучение в одном из бейрутских институтов, где он изучал французский язык и философию. После окончания учёбы, он вернулся в Антакию и начал работать учителем математики в школе. В 1924—1926 годах он возглавлял учебный округ Арсуз (к югу от Александретты). В 1927—1930 годах он изучал философию в Сорбонне. По всей видимости, именно в Париже аль-Арсузи подробно ознакомился с достижениями западной философии, и, в частности, с идеями национализма (отмечают, что особенно большое впечатление произвели на него работы Фихте и Анри Бергсона. Несмотря на это, аль-Арсузи так и не получил диплома Сорбонны. Весной 1930 года он был вынужден вернуться в Антакию, чтобы занять один из постов в местной системе образования.

## Политическая деятельность

### Ранние годы
В 1933 году аль-Арсузи присоединяется к созданной в этом же году (по другим данным — является одним из непосредственных создателей) Лиге Национального Действия (عصبة العمل القومى), другие члены которой так же были, в основном, молодыми людьми, получившими высшее образование западного образца (чаще всего Американский университет Бейрута или Сорбонна) и так же склонялись к идеям арабского национализма. Основной целью организации было освобождение арабских стран из-под контроля западных держав. Аль-Арсузи являлся главой отделения Лиги в Антакии в 1933—1939 годах. Антифранцузские настроения аль-Арсузи усилились в связи с т. н. Александреттским кризисом (ситуацией, сложившейся вокруг провинции Александретта (ныне — Искендерун), которая принадлежала Сирии, и право обладания которой было оспорено Турцией. Западные державы в итоге решили передать провинцию Турции, фактически в обмен на её нейтралитет в надвигавшейся мировой войне). В свете этих событий, аль-Арсузи был вынужден переехать в Дамаск. Здесь он преподавал в университете Дамаска. В 50-х и 60-х годах аль-Арсузи вёл преподавательскую деятельность в других городах Сирии.

### Заки аль-Арсузи и партия Баас
Вопрос о роли Заки аль-Арсузи в создании современной версии партии Баас не решён до конца. Исследователи более-менее сходятся на признании интеллектуального вклада аль-Арсузи в развитие идей панарабизма и в развитие идеологии партии Баас, а также на признании того факта, что среди первых членов партии присутствовало значительное количество учеников Заки аль-Арсузи. После прекращения активной политической деятельности в рамках Лиги Национального Действия в 1939 году, аль-Арсузи в 1940 году вместе с несколькими своими учениками основал новую партию — «Арабское Возрождение» (البعث العربي). Параллельно с этой партией существовала другая группа, так же называвшая себя «Арабское Возрождение» («الاحيا العربي» или «البعث العربي»), которую возглавляли Мишель Афляк и Салах ад-Дин Битар. В конечном итоге члены организации аль-Арсузи присоединились к организации Афляка и Битара, которая и стала предтечей Баас. Заки аль-Арсузи не участвовал в учредительном собрании партии Баас, проходившем 4-6 апреля 1947 года, однако на нём присутствовала значительная группа его последователей, в основном — алавиты, под руководством Вахиба аль-Ганима. Некоторые исследователи считают, что подобная роль аль-Арсузи объяснялась его слабыми организаторскими способностями, а также личной неприязнью между ним и Мишелем Афляком. После того как в 1966 году в результате очередного переворота к руководству партией Баас и к власти в Сирии пришли алавиты, в частности его ученики Салах Джадид и Хафез Асад, аль-Арсузи был официально провозглашён одним из основных идеологов и создателей Баас.